# Torrbo
Torrbo är en bergsmansby nordost om Smedjebacken och vid norra stranden av Norra Barken i Smedjebackens kommun. Bebyggelsen ingår i arbetslivsmuseet Stimmerbo och Torrbo bergsmansbyar och sedan 2020 har SCB avgränsat bebyggelsen till en småort.
Torrbo omnämns 1459 som Torbiörnaboda (Torbjörns bodar). Byn ligger som en radby. Hyttverksamheten lades ner 1726 på grund av vattenbrist och Torrbos bergsmän köpte in sig i  Stimmerbos hytta. Båda byarna hade mycket gemensamt. Man delade hytta, såg, kvarn, mejeri, spruthus och post. I samband med storskiftet 1826 bibehölls det ålderdomliga mönstret med hemägorna utgående från varje gård och vinkelrätt mot bygatan. 
Kring sekelskiftet 1900 uppfördes i Stimmerbo ett antal byggnader för gemensamt bruk med Torrbo exempelvis  skola, missionshus, ålderdomshem och Folkets hus. Handelsboden däremot låg i Torrbo. I utkanten av Torrbo föddes poeten, författaren och dramatikern Werner Aspenström år 1918.

## Bilder

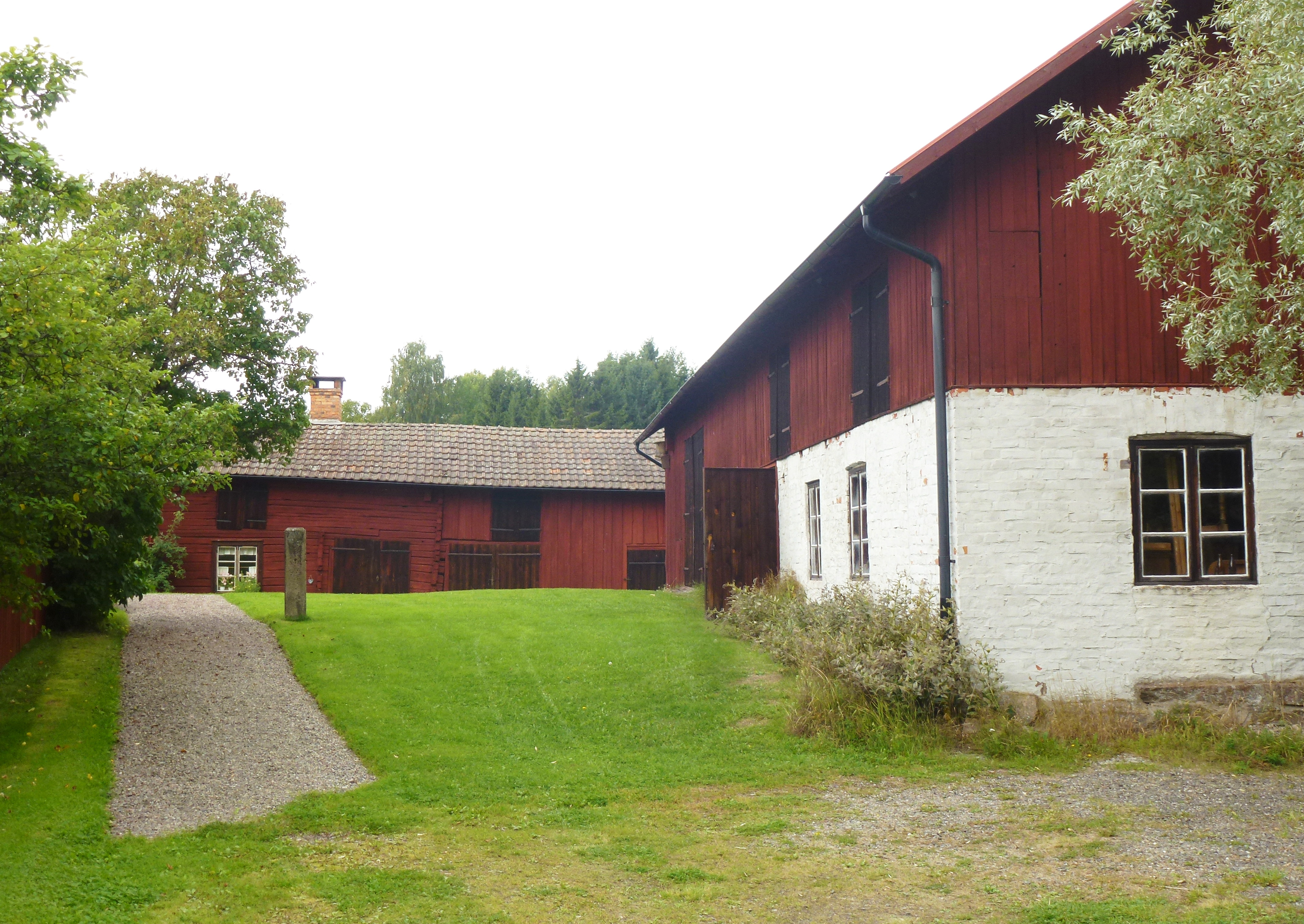
Bebyggelsen längs Torrbo Bygata
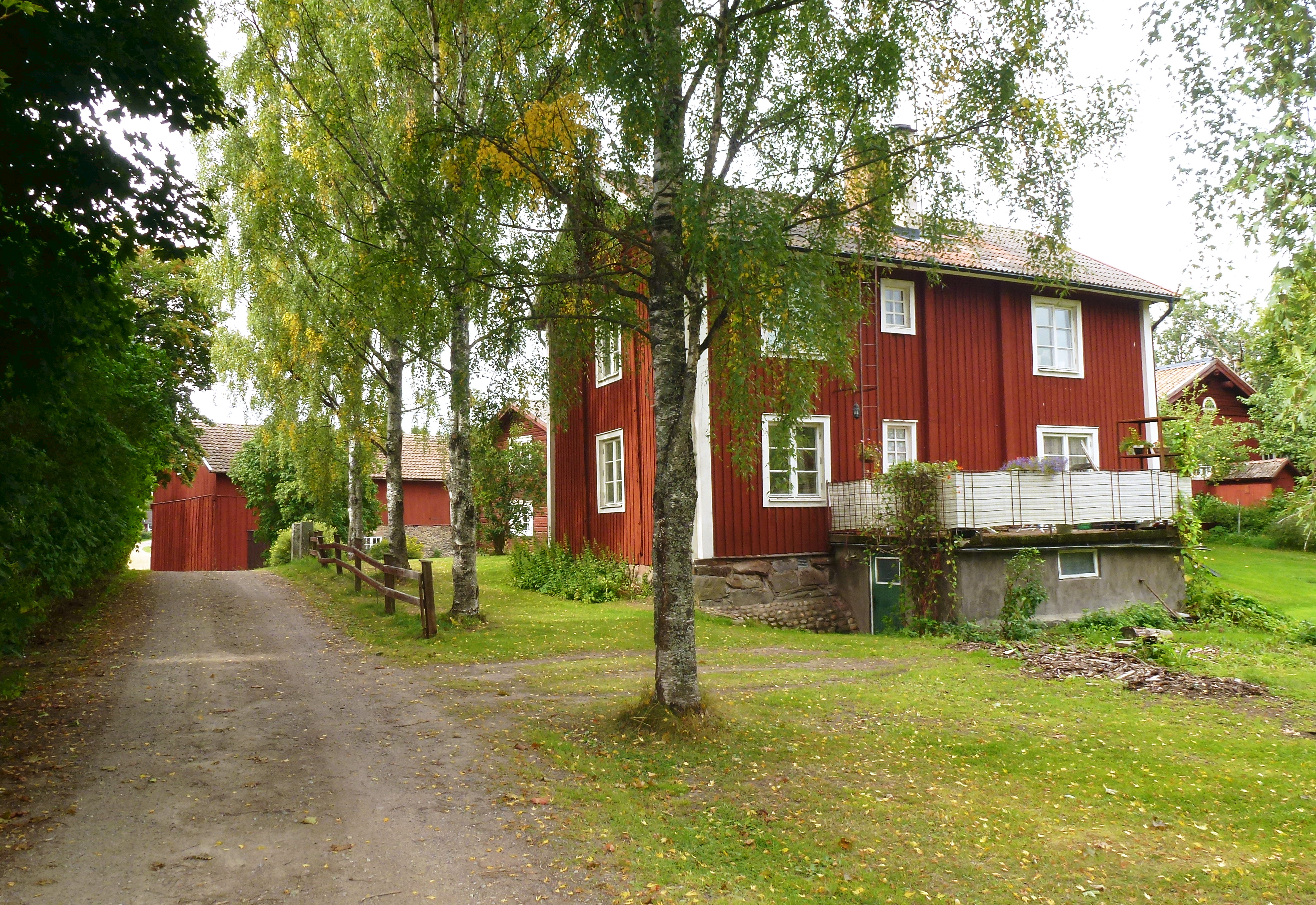
Bebyggelsen längs Mejerivägen
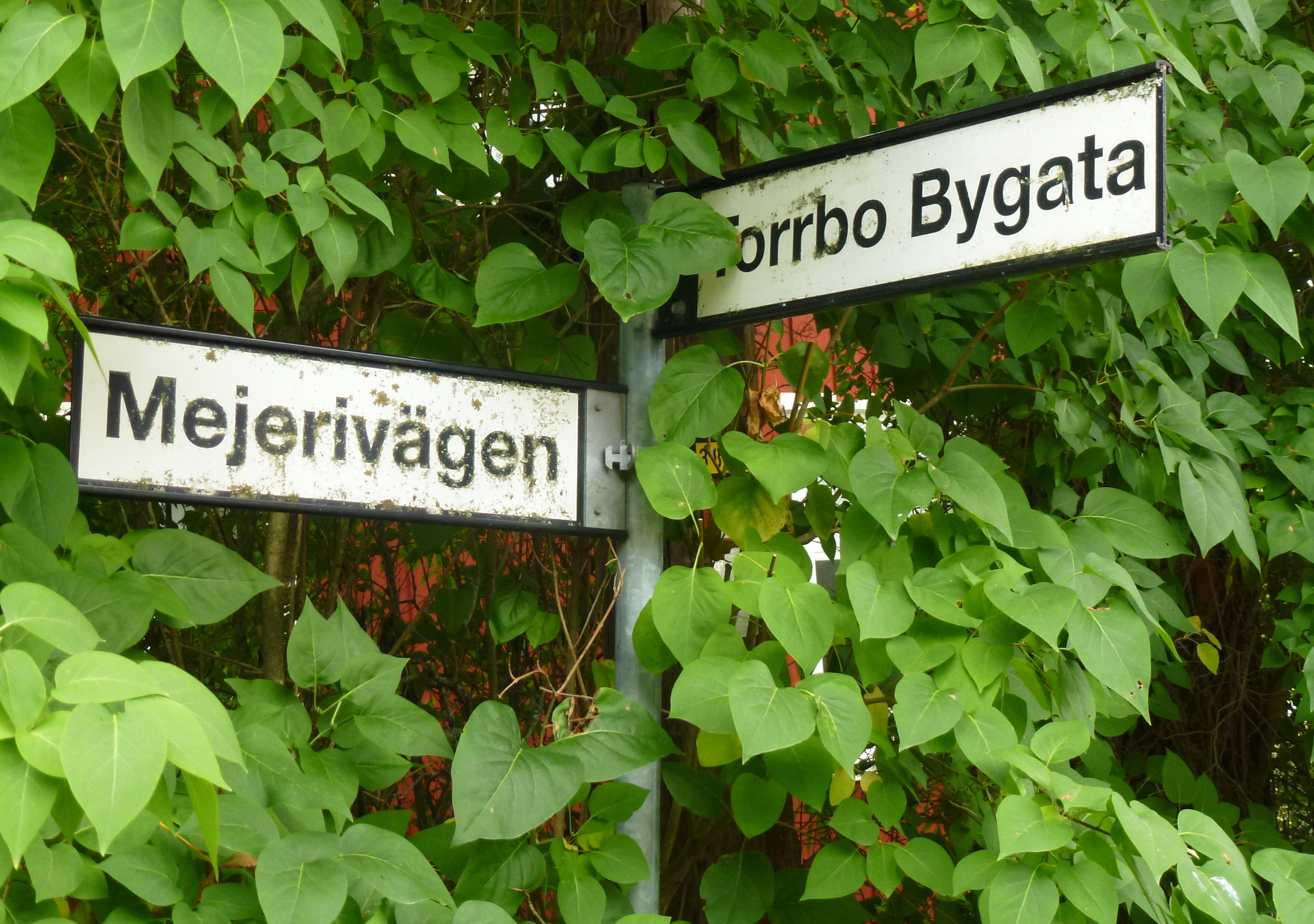
Mejerivägen / Torrbo Bygata